# Mormonia lucetta
Mormonia lucetta là một loài bướm đêm trong họ Noctuidae.